# 1270
Il 1270 (MCCLXX in numeri romani) è un anno  del XIII secolo.

## Eventi
- Fine delle crociate
- Il monaco polacco Vitellione traduce in latino le opere dello scienziato arabo Alhazen, consentendo alla scienza occidentale di conoscerne gli importanti studi sull'ottica e sull'astronomia.
- La Rocca di Cashel in Irlanda viene completata.
- Il condottiero mongolo Hulagu Khan conquista la fortezza di Girdkuh.
- Assedio e distruzione di Poggibonsi ad opera dei guelfi e degli angioini.

## Nati
- 2 marzo - Giacomo Sciarra Colonna, cavaliere medievale italiano († 1329)
- 12 marzo - Carlo di Valois, nobile francese († 1325)
- 10 aprile - Haakon V di Norvegia, re († 1319)
- Alfonso de la Cerda, re spagnolo
- Guglielmo da Cremona, vescovo cattolico italiano († 1356)
- Angelo da Gualdo Tadino, monaco cristiano italiano († 1324)
- Pedro Gómez Barroso il Vecchio, cardinale e vescovo spagnolo († 1345)
- Radolfo Brito, filosofo e grammatico francese († 1320)
- Giovanni Cini, religioso italiano († 1335)
- Bartolomeo I della Scala, condottiero italiano († 1304)
- Luca Fieschi, cardinale italiano († 1336)
- Folgóre da San Gimignano, poeta italiano († 1332)
- Francesco da Petriolo, religioso italiano († 1314)
- Guido di Namur, politico e condottiero fiammingo († 1311)
- Guido Terreni, presbitero, filosofo e teologo francese († 1342)
- Andrew Harclay, nobile e militare britannico († 1323)
- Lanzerotto Malocello, mercante, navigatore e esploratore italiano († 1336)
- María Díaz de Haro, nobildonna spagnola († 1342)
- Mas'ud Bey, sovrano ottomano († 1300)
- Teodoro Metochita, politico, scrittore e mecenate bizantino († 1332)
- Rodolfo Morthermer, I Barone di Monthermer, nobile britannico († 1325)
- Rodolfo II d'Asburgo, nobile tedesco († 1290)
- Alfonso di Valladolid, medico spagnolo († 1346)
- William Wallace, condottiero e patriota scozzese († 1305)
- Estevan da Guarda, trovatore spagnolo († 1352)
- Guglielmo da Varignana, medico, farmacista e anatomista italiano († 1339)
- Violante di Saluzzo, nobildonna italiana († 1315)

## Morti
- 20 gennaio - Eusebio di Esztergom, presbitero e religioso ungherese
- 16 febbraio - Otto von Lutterberg
- 22 febbraio - Isabella di Francia, francese (n. 1225)
- 21 aprile - Guglielmo II di Agen, patriarca cattolico francese
- 27 aprile - Ladislao di Salisburgo, nobile polacco
- 3 maggio - Béla IV d'Ungheria, sovrano ungherese (n. 1206)
- 4 luglio - Roger Bigod, IV conte di Norfolk, nobile inglese (n. 1209)
- 9 luglio - István Báncsa, cardinale e arcivescovo cattolico ungherese
- 14 luglio - Bonifacio di Savoia, arcivescovo cattolico italiano
- 26 luglio - Ugo de Actis, religioso italiano
- 3 agosto - Giovanni Tristano di Valois, nobile francese (n. 1250)
- 8 agosto - Margherita di Sicilia, principessa (n. 1241)
- 10 agosto - Alan la Zouche, cavaliere medievale e nobile britannico (n. 1205)
- 20 agosto - Giovanni di Courtenay, arcivescovo cattolico francese
- 23 agosto - Gauthier III de Nemours, militare francese
- 25 agosto - Luigi IX di Francia, re francese (n. 1214)
- 14 settembre - Alfonso di Brienne, nobile francese
- 18 settembre - Filippo Fontana, arcivescovo cattolico italiano
- 28 ottobre - Aitone I d'Armenia, re armeno (n. 1215)
- 4 dicembre - Tebaldo II di Navarra, conte
- Ibn Abi Usaybi'a, medico e storico arabo (n. 1194)
- Davide VII di Georgia, re (n. 1215)
- Bartolomeo da Breganze, vescovo cattolico italiano
- Colban, conte di Fife, nobile scozzese
- Sri Indraditya, sovrano thailandese
- Maria Lascaris di Nicea, regina bizantina
- Mencía López de Haro, nobile
- Nahmanide, rabbino, filosofo e medico spagnolo (n. 1194)
- Toros Roslin, miniaturista armeno
- Senso di Giotto, religioso italiano
- Tannhäuser, poeta tedesco (n. 1205)
- Ugo Ripelin di Strasburgo, teologo e presbitero francese (n. 1205)
- Barral di Baux, nobiluomo francese (n. 1217)
- Walter di Bibbesworth, scrittore inglese (n. 1219)
- Zayyan ibn Mardanish, re
- Ugo XII di Lusignano, nobile francese (n. 1238)
- Amalrico I di Narbona, nobile francese

## Calendario
| Calendario 1270 | Calendario 1270 | Calendario 1270 | Calendario 1270 | Calendario 1270 | Calendario 1270 | Calendario 1270 | Calendario 1270 | Calendario 1270 | Calendario 1270 | Calendario 1270 | Calendario 1270 | Calendario 1270 | Calendario 1270 | Calendario 1270 | Calendario 1270 | Calendario 1270 | Calendario 1270 | Calendario 1270 | Calendario 1270 | Calendario 1270 | Calendario 1270 | Calendario 1270 | Calendario 1270 | Calendario 1270 | Calendario 1270 | Calendario 1270 | Calendario 1270 | Calendario 1270 | Calendario 1270 | Calendario 1270 | Calendario 1270 | Calendario 1270 |
| --------------- | --------------- | --------------- | --------------- | --------------- | --------------- | --------------- | --------------- | --------------- | --------------- | --------------- | --------------- | --------------- | --------------- | --------------- | --------------- | --------------- | --------------- | --------------- | --------------- | --------------- | --------------- | --------------- | --------------- | --------------- | --------------- | --------------- | --------------- | --------------- | --------------- | --------------- | --------------- | --------------- |
|                 | 1               | 2               | 3               | 4               | 5               | 6               | 7               | 8               | 9               | 10              | 11              | 12              | 13              | 14              | 15              | 16              | 17              | 18              | 19              | 20              | 21              | 22              | 23              | 24              | 25              | 26              | 27              | 28              | 29              | 30              | 31              |                 |
| Gennaio         | Me              | Gi              | Ve              | Sa              | Do              | Lu              | Ma              | Me              | Gi              | Ve              | Sa              | Do              | Lu              | Ma              | Me              | Gi              | Ve              | Sa              | Do              | Lu              | Ma              | Me              | Gi              | Ve              | Sa              | Do              | Lu              | Ma              | Me              | Gi              | Ve              |                 |
| Febbraio        | Sa              | Do              | Lu              | Ma              | Me              | Gi              | Ve              | Sa              | Do              | Lu              | Ma              | Me              | Gi              | Ve              | Sa              | Do              | Lu              | Ma              | Me              | Gi              | Ve              | Sa              | Do              | Lu              | Ma              | Me              | Gi              | Ve              |                 |                 |                 |                 |
| Marzo           | Sa              | Do              | Lu              | Ma              | Me              | Gi              | Ve              | Sa              | Do              | Lu              | Ma              | Me              | Gi              | Ve              | Sa              | Do              | Lu              | Ma              | Me              | Gi              | Ve              | Sa              | Do              | Lu              | Ma              | Me              | Gi              | Ve              | Sa              | Do              | Lu              |                 |
| Aprile          | Ma              | Me              | Gi              | Ve              | Sa              | Do              | Lu              | Ma              | Me              | Gi              | Ve              | Sa              | Do              | Lu              | Ma              | Me              | Gi              | Ve              | Sa              | Do              | Lu              | Ma              | Me              | Gi              | Ve              | Sa              | Do              | Lu              | Ma              | Me              |                 |                 |
| Maggio          | Gi              | Ve              | Sa              | Do              | Lu              | Ma              | Me              | Gi              | Ve              | Sa              | Do              | Lu              | Ma              | Me              | Gi              | Ve              | Sa              | Do              | Lu              | Ma              | Me              | Gi              | Ve              | Sa              | Do              | Lu              | Ma              | Me              | Gi              | Ve              | Sa              |                 |
| Giugno          | Do              | Lu              | Ma              | Me              | Gi              | Ve              | Sa              | Do              | Lu              | Ma              | Me              | Gi              | Ve              | Sa              | Do              | Lu              | Ma              | Me              | Gi              | Ve              | Sa              | Do              | Lu              | Ma              | Me              | Gi              | Ve              | Sa              | Do              | Lu              |                 |                 |
| Luglio          | Ma              | Me              | Gi              | Ve              | Sa              | Do              | Lu              | Ma              | Me              | Gi              | Ve              | Sa              | Do              | Lu              | Ma              | Me              | Gi              | Ve              | Sa              | Do              | Lu              | Ma              | Me              | Gi              | Ve              | Sa              | Do              | Lu              | Ma              | Me              | Gi              |                 |
| Agosto          | Ve              | Sa              | Do              | Lu              | Ma              | Me              | Gi              | Ve              | Sa              | Do              | Lu              | Ma              | Me              | Gi              | Ve              | Sa              | Do              | Lu              | Ma              | Me              | Gi              | Ve              | Sa              | Do              | Lu              | Ma              | Me              | Gi              | Ve              | Sa              | Do              |                 |
| Settembre       | Lu              | Ma              | Me              | Gi              | Ve              | Sa              | Do              | Lu              | Ma              | Me              | Gi              | Ve              | Sa              | Do              | Lu              | Ma              | Me              | Gi              | Ve              | Sa              | Do              | Lu              | Ma              | Me              | Gi              | Ve              | Sa              | Do              | Lu              | Ma              |                 |                 |
| Ottobre         | Me              | Gi              | Ve              | Sa              | Do              | Lu              | Ma              | Me              | Gi              | Ve              | Sa              | Do              | Lu              | Ma              | Me              | Gi              | Ve              | Sa              | Do              | Lu              | Ma              | Me              | Gi              | Ve              | Sa              | Do              | Lu              | Ma              | Me              | Gi              | Ve              |                 |
| Novembre        | Sa              | Do              | Lu              | Ma              | Me              | Gi              | Ve              | Sa              | Do              | Lu              | Ma              | Me              | Gi              | Ve              | Sa              | Do              | Lu              | Ma              | Me              | Gi              | Ve              | Sa              | Do              | Lu              | Ma              | Me              | Gi              | Ve              | Sa              | Do              |                 |                 |
| Dicembre        | Lu              | Ma              | Me              | Gi              | Ve              | Sa              | Do              | Lu              | Ma              | Me              | Gi              | Ve              | Sa              | Do              | Lu              | Ma              | Me              | Gi              | Ve              | Sa              | Do              | Lu              | Ma              | Me              | Gi              | Ve              | Sa              | Do              | Lu              | Ma              | Me              |                 |